# Нью-Черч (Вірджинія)
Нью-Черч (англ. New Church) — переписна місцевість (CDP) в США, в окрузі Аккомак штату Вірджинія. Населення — 256 осіб (2020).

## Географія
Нью-Черч розташований за координатами 37°59′0″ пн. ш. 75°31′45″ зх. д. / 37.98333° пн. ш. 75.52917° зх. д. (37.983247, -75.529065).  За даними Бюро перепису населення США в 2010 році переписна місцевість мала площу 4,91 км², з яких 4,90 км² — суходіл та 0,01 км² — водойми.

## Демографія
Згідно з переписом 2010 року, у переписній місцевості мешкало 205 осіб у 89 домогосподарствах у складі 64 родин. Густота населення становила 42 особи/км².  Було 112 помешкання (23/км²).
Расовий склад населення:
| - 78,0 % — білих - 16,6 % — чорних або афроамериканців - 1,0 % — азіатів - 0,5 % — корінних американців - 3,4 % — осіб інших рас |

До двох чи більше рас належало 0,5 %. Частка іспаномовних становила 3,9 % від усіх жителів.
За віковим діапазоном населення розподілялося таким чином: 17,6 % — особи молодші 18 років, 65,3 % — особи у віці 18—64 років, 17,1 % — особи у віці 65 років та старші. Медіана віку мешканця становила 43,1 року. На 100 осіб жіночої статі у переписній місцевості припадало 122,8 чоловіків;  на 100 жінок у віці від 18 років та старших — 106,1 чоловіків також старших 18 років.
За межею бідності перебувало 26,5 % осіб, у тому числі 0,0 % дітей у віці до 18 років та 0,0 % осіб у віці 65 років та старших.
Цивільне працевлаштоване населення становило 120 осіб. Основні галузі зайнятості: публічна адміністрація — 28,3 %, освіта, охорона здоров'я та соціальна допомога — 15,8 %, сільське господарство, лісництво, риболовля — 15,0 %.